# Bassus annulipes
Bassus annulipes är en stekelart som först beskrevs av Cresson 1873.  Bassus annulipes ingår i släktet Bassus och familjen bracksteklar. Inga underarter finns listade.